# Révolte de Wukan

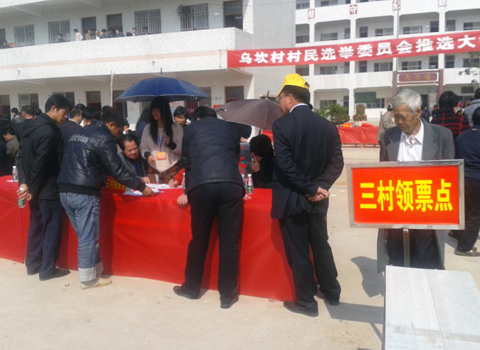
Élection populaire du nouveau maire à Wukan, le 2 mars 2012, après les accords passés avec le gouvernement provincial du Guangdong

La révolte de Wukan, également connu sous le nom de siège de Wukan, est une révolte contre la corruption dans le village de Wukan, 13 000 habitants, situé dans la province du Guangdong en Chine.
Les manifestations ont commencé en septembre 2011 et se sont aggravés en décembre 2011, avec l'expulsion des fonctionnaires par les villageois et le siège de la ville par la police.
Le gouverneur de la province du Guangdong a approuvé les citoyens du village, enfermé le maire corrompu et donné une certaine autonomie et accepté à la mise en place de la démocratie participative dans le village.
Le 11 février 2012, se tient l'élection du nouveau maire du village.
Ce phénomène de mise en place de démocratie participative locale s'est répandu à trois autres villes de l'Est de la Chine. Xinfeng (province de Jilin), Wanggang.

## Historique

### 2011 - 2012
Les manifestations ont commencé le 21 septembre 2011 après que des fonctionnaires eurent vendu des terrains au prix fort à des promoteurs immobiliers sans compenser correctement les villageois. Plusieurs centaines à plusieurs milliers de personnes ont protesté puis ont attaqué un bâtiment public, un poste de police et un parc industriel. Les slogans des manifestants indiquaient « rendez-nous nos terres agricoles » et « laissez-nous cultiver. » Des rumeurs que la police avait tué un enfant ont enflammé la région et ont provoqué des émeutes. Des habitants de Wukan avaient déjà exposé au gouvernement national en 2009 et 2010 des revendications territoriales. Dans une tentative d'apaiser les tensions, les autorités ont autorisé les villageois à sélectionner 13 représentants afin d'engager des négociations.
Les protestations se sont accentuées après la mort  en garde à vue de Xue Jinbo, un représentant des habitants. Selon les autorités chinoises, Xue Jinbo est décédé de mort naturelle à la suite d'une insuffisance cardiaque. Sa fille a indiqué, pour un journal  de Hong Kong, que son père n’avait pas de problèmes cardiaques et que les proches de la victime avaient constaté des signes de sévices sur l’ensemble de son corps : « Ses mains étaient gonflées et il y avait des contusions sur ses poignets. Il  avait des blessures et il semblait que son pouce avait été tiré en arrière et brisé. Sur son dos il y avait beaucoup de marques montrant qu'il avait été battu. »
Le gouverneur du Guangdong donne finalement raison aux villageois, arrête le maire du village, restitue les terres aux villageois. Le 11 février 2012, se tient l'élection du nouveau maire du village. Le nouveau maire, Lin Zuluan (林祖銮, lín zǔluán), qui avait mené la révolte, est élu avec 90 % des voix, son adjoint est Yang Semao (杨色茂, yáng sèmào), autre personne impliquée dans le soulèvement

### 2016
Le 18 juin 2016, Lin Zuluan, à la veille d’une manifestation décidée par la population, est arrêté pour corruption par les autorités de la préfecture de Shanwei. La télévision a diffusé la « confession du coupable », celui-ci semblait lire un prompteur, ce qui n'a fait qu'exarcerber le ressentiment de la population . En septembre 2016, les forces de l'ordre interviennent de nouveau. Pour un chercheur chinois « Tout cela montre les fins politiques de la grande campagne anticorruption de Xi Jinping, utilisée pour éliminer tout ennemi intérieur du parti. C’est extrêmement décevant ». Le Global Times, proche du Parti communiste chinois, indique que ces troubles ont pour origine des médias de l'étranger.